# Colobicus hirtus
Colobicus hirtus là một loài bọ cánh cứng trong họ Zopheridae. Loài này được Rossi miêu tả khoa học năm 1790.